# Miénteme
"Miénteme" é uma canção da cantora porto riquenha Olga Tañón, presente em seu sétimo álbum, Yo por Ti, lançado em 2001. Foi lançada como o segundo single do disco em 11 de novembro do mesmo ano em toda a América Latina, além das rádios latinas dos Estados Unidos. O videoclipe foi dirigido pela própria cantora.

## Desenvolvimento
"Miénteme" é uma canção dos gêneros pop latino, salsa, tendo também influências diretas de cúmbia, ritmo popular na Colombia. Foi escrita pelos compositores colombianos Ximena Munoz, Jose Gaviria e Bernardo Ossa. A faixa atingiu a posição dezoito na tabela musical Latin Songs, doze na Latin Pop Songs e oito na parada selecionada Latin Tropical/Salsa Airplay, onde permaneceu por vinte semanas dentre as vinte mais compradas.

## Desempenho nas tabelas
| Paradas (2014)                                          | Melhor posição |
| ------------------------------------------------------- | -------------- |
| Estados Unidos Billboard (Latin Songs)                  | 18             |
| Estados Unidos Billboard (Latin Pop Songs)              | 12             |
| Estados Unidos Billboard (Latin Tropical/Salsa Airplay) | 8              |

## Histórico de lançamento
| País           | Data                   | Formato(s)                  | Gravadora    |
| -------------- | ---------------------- | --------------------------- | ------------ |
| América Latina | 11 de novembro de 2001 | CD single, download digital | Warner Music |
| Estados Unidos | 11 de novembro de 2001 | CD single, download digital | Warner Music |

## Outras versões
Em 2002 o espanhol David Bisbal interpretou a canção durante o programa de talentos Operación Triunfo, no qual competia, trazendo uma versão diferenciada com a estrutura da produção desacelerada. A versão, gravada em estúdio, foi incluída na coletânea Operación Triunfo: Album de Eurovision, lançada pela Vale Music. No ano seguinte, em 2003 David Bisbal retornou à segunda temporada do Operación Triunfo, desta vez como mentor convidado para interpretar a faixa em sua versão original junto com a competidora Elena Gadel. O dueto foi incluso na coletânea Generacion OT: Juntos.

## Versão de Wanessa Camargo
"Me Engana Que Eu Gosto" é uma canção da cantora pop brasileira Wanessa Camargo, presente em seu primeiro álbum ao vivo, Transparente Ao Vivo, lançado em 2004. A faixa foi trabalhada como primeiro single do álbum, sendo lançada em 12 de março de 2004. A faixa é uma versão da cantora porto riquenha Olga Tañón, tendo a composição original de Ximena Munoz, Jose Gaviria e Bernardo Ossa e a versão brasileira escrita por César Lemos. Durante a gravação da faixa para o DVD, Wanessa contracenou com o modelo Dan Wainer como seu par romântico.

### Desempenho nas paradas
Durante a semana dos dias 17 a 21 de maio de 2004, "Me Engana Que Eu Gosto" entrou no ranking das 10 músicas mais executadas nas rádios brasileiras. Na segunda e última semana, a canção permaneceu na décima posição das mais tocadas.

### Tracklist
Download digital
1. Me Engana Que Eu Gosto (Miénteme) [Ao Vivo] - 3:33

### Histórico de lançamento
| País   | Data                | Formato(s) | Gravadora |
| ------ | ------------------- | ---------- | --------- |
| Brasil | 12 de março de 2004 | Airplay    | Sony BMG  |